# Cuerno de crema
Cream horn o cuerno de crema es un pastel hecho con masa escamosa (también conocida como masa milhojas) o masa de hojaldre (pâte feuilletée) y crema batida. También se puede hacer con el merengue y se llamada "cuerno de merengue".
La forma del cuerno se hace enrollando tiras superpuestas de pastelería alrededor de un molde cónico, que puede ser metálico o de silicona o hacerse con papel de hornear, que puede contener en su interior barquillo helado, para dar forma.
Después de la cocción, se añade una cucharada de mermelada o fruta y el pastel se rellena con crema batida. El pastel también se puede humedecer y espolvorear con azúcar antes de hornear para un acabado crujiente, dulce.

## Denominaciones
Los creams horns son conocidos como Schillerlocken o Schaumrollen en alemán, como cannoncini en Italia, como cañoncitos en Argentina y Uruguay y como kornedákia (griego: κορνεδάκια) en Grecia.